# Sivapithecus
Sivapithecus là một chi linh trưởng tuyệt chủng, có từ thời 12,5 và 8,5 kỳ thuộc thế Miocen, với các hóa thạch của nó được phát hiện tại khu vực ngày nay là Siwalik Hills và Tiểu lục địa Ấn Độ.